# Біньчуань
25°49′46″ пн. ш. 100°34′44″ сх. д. / 25.82954° пн. ш. 100.5788° сх. д.
Біньчуань (кит. 宾川县, пін. Bīnchuān Xiàn) — один із повітів КНР у складі Далі-Байської автономної префектури, провінція Юньнань. Адміністративний центр — містечко Цзіньню.

## Географія
Біньчуань лежить на висоті близько 1450 метрів над рівнем моря на заході Юньнань-Гуйчжоуського плато.

### Клімат
Повіт знаходиться у зоні, котра характеризується океанічним кліматом субтропічних нагір'їв. Найтепліший місяць — червень із середньою температурою 24,6 °C. Найхолодніший місяць — січень, із середньою температурою 10.5 °С.
| Клімат повіту Біньчуань | Клімат повіту Біньчуань | Клімат повіту Біньчуань | Клімат повіту Біньчуань | Клімат повіту Біньчуань | Клімат повіту Біньчуань | Клімат повіту Біньчуань | Клімат повіту Біньчуань | Клімат повіту Біньчуань | Клімат повіту Біньчуань | Клімат повіту Біньчуань | Клімат повіту Біньчуань | Клімат повіту Біньчуань | Клімат повіту Біньчуань |
| Показник                | Січ.                    | Лют.                    | Бер.                    | Квіт.                   | Трав.                   | Черв.                   | Лип.                    | Серп.                   | Вер.                    | Жовт.                   | Лист.                   | Груд.                   | Рік                     |
| Середній максимум, °C   | 20,9                    | 22,9                    | 26                      | 28,8                    | 30,4                    | 30,6                    | 29,3                    | 29                      | 28,2                    | 26,6                    | 23,4                    | 20,9                    | 26,4                    |
| Середня температура, °C | 10,5                    | 13                      | 16,5                    | 20,2                    | 23,3                    | 24,6                    | 23,9                    | 23,1                    | 21,8                    | 19,3                    | 14,3                    | 10,5                    | 18,4                    |
| Середній мінімум, °C    | 1,3                     | 3,7                     | 7,4                     | 11,7                    | 16,3                    | 19,4                    | 19,6                    | 18,8                    | 17,2                    | 13,6                    | 7                       | 2                       | 11,5                    |
| Норма опадів, мм        | 3.3                     | 4.8                     | 6.4                     | 9.7                     | 41.3                    | 83                      | 140.1                   | 118.2                   | 89.8                    | 50.1                    | 14.4                    | 2.7                     | 563.8                   |
| Вологість повітря, %    | 56                      | 51                      | 47                      | 47                      | 53                      | 64                      | 73                      | 77                      | 75                      | 70                      | 67                      | 64                      | 62                      |
| ----------------------- | ----------------------- | ----------------------- | ----------------------- | ----------------------- | ----------------------- | ----------------------- | ----------------------- | ----------------------- | ----------------------- | ----------------------- | ----------------------- | ----------------------- | ----------------------- |
| Джерело: data.cma.cn    |                         |                         |                         |                         |                         |                         |                         |                         |                         |                         |                         |                         |                         |